# Computer Control Corporation
Computer Control Corporation — американская компания, существовавшая в период 1953—1966 годов, наиболее известна как производитель мини-компьютеров DDP (Digital Data Processor).

## История
Компания была основана физиком Луи Фейном — одним из создателей компьютера RAYDAC в 1953 году. 
В 1959 году переехала в штат Массачусетс, где через 7 лет была куплена компанией Honeywell, превратившись в её подразделение, просуществовавшее до 1970 года, когда саму компанию Honeywell купило компьютерное подразделение компании General Electric, которая прекратила разработку линии DDP.

## Продукция
Продукция компании — компьютеры DDP (DDP-19, DDP-24, DDP-116 — первый 16-битный компьютер, DDP-124, DDP-224, DDP-416, DDP-516 — первый интернет-маршрутизатор), другие компьютеры (H316, H716), клавиатуры, различные цифровые модули.